# マルカム2世 (スコットランド王)
マルカム2世（スコットランド・ゲール語：Máel Coluim mac Cináeda、英語：Malcolm II of Scotland、954年頃 - 1034年11月25日）は、アルピン朝最後のスコットランド王（在位 : 1005年 - 1034年）。ケネス2世の長男。他の王位継承権保持者を倒して王位についたことから、「破壊王（スコットランド・ゲール語：Forranach）」の名で呼ばれた。

## 生涯
マルカム2世は、残忍な性格であったと伝えられる。1005年、軍を起こしてケネス3世を破り、彼を殺害し、王位を奪った。
1018年にカラムの戦い（en）においてアングル人のロージアン王国軍を破り、これを併合した。同じ年、ブリトン人のストラスクライド王国の王位を孫のダンカン（後のダンカン1世）に継承させた。
また、スコットランド独特のタニストリーと呼ばれる王位継承システムを長子相続のシステムに変えた。しかし、マルカム2世自身には男子継承者がいなかったため、実際に効果を発揮するのは、孫のダンカン1世の長男マルカム3世以降になる。
マルカム2世は、1034年11月25日、グラームズの砦近くで、反対派に殺害された。

## 子女
マルカム2世には娘2人しかおらず、王位は娘たちの息子らが継承した。
- ベソック - 1000年頃にアサル領主・ダンケルド大修道院長クリナンと結婚、ダンカン1世の母。
- ドウナダ - 初めオークニー伯シグルズ（シーガード）と結婚しオークニー伯トールフィン（ソーフィン）をもうけた。シグルズの死後、マリ領主フィンレックと再婚、マクベスをもうけた。